# Lia Chytrina
Lia Chytrina (ukr. Лія Хитріна, ros. Лия Хитрина, ur. 21 sierpnia 1941 w Odessie) – ukraińska lekkoatletka, płotkarka. W czasie swojej kariery startowała jako reprezentantka Związku Radzieckiego.
Zajęła 4. miejsce w biegu na 100 metrów przez płotki na mistrzostwach Europy w 1969 w Atenach.
Zdobyła srebrny medal w biegu na 60 metrów na halowych mistrzostwach Europy w 1970 w Wiedniu, ulegając jedynie Karin Balzer z NRD.
Była mistrzynią ZSRR w biegu na 100 metrów przez płotki w 1969 i 1972 (w 1972 wspólnie z Tatjaną Anisimową) oraz wicemistrzynią w tej konkurencji w 1965 i 1968. W hali była w 1973 mistrzynią w biegu na 100 metrów przez płotki i wicemistrzynią w biegu na 60 metrów przez płotki.
19 sierpnia w Kijowie ustanowiła rekord ZSRR w biegu na 100 metrów przez płotki z czasem 13,4 s, który wyrównała 19 kwietnia 1970 w Jałcie.
Jej rekord życiowy w biegu na 80 metrów przez płotki wynosił 10,8 s (ustanowiony 5 września 1965 w Odessie).